# شون نوريس
شون نوريس (بالإنجليزية: Shaun Norris)‏ هو لاعب غولف جنوب أفريقي، ولد في 14 مايو 1982 في جوهانسبرغ في جنوب أفريقيا.

## وصلات خارجية
- شون نوريس على موقع رابطة أوروبا للاعبي الغولف المحترفين (الإنجليزية)
- شون نوريس على موقع رابطة اليابان للاعبي الغولف المحترفين (الإنجليزية)
- شون نوريس على موقع التصنيف العالمي الرسمي للغولف (الإنجليزية)